# Estratégias competitivas genéricas

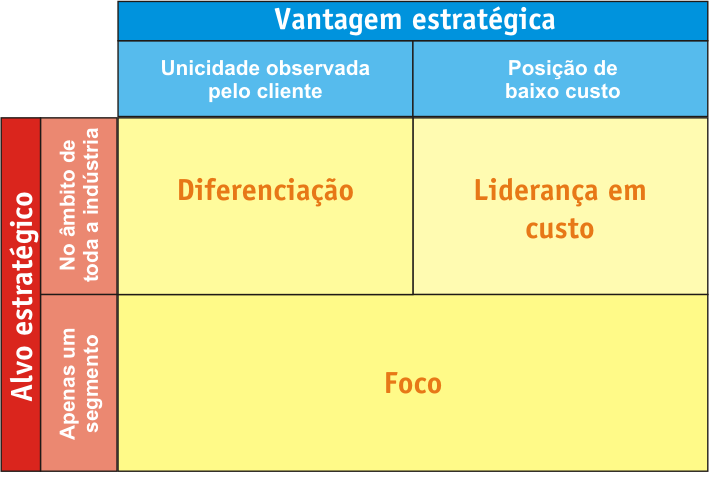
Estratégias competitivas genéricas de Porter.

Estratégicas competitivas genéricas referem-se a três abordagens estratégicas diferentes que permitem alcançar uma vantagem competitiva numa indústria: custo, diferenciação e foco. 
Este conceito foi introduzido por Michael Porter no livro "Competitive Strategy" (Estratégia Competitiva) em 1980. Porter descreveu a estratégia competitiva como ações ofensivas e defensivas de uma empresa para criar uma posição sustentável dentro da indústria, ações que são uma resposta às cinco forças competitivas que o autor indicou como determinantes da natureza e grau de competição que cerca uma empresa. 
Porter identificou três estratégias genéricas que podem ser usadas separadamente ou em conjunto para criar uma posição sustentável a longo prazo.
A primeira é a estratégia competitiva de custo, na qual a empresa centra seus esforços na busca de eficiência produtiva, na ampliação do volume de produção e na minimização de gastos com propaganda, assistência técnica, distribuição, pesquisa e desenvolvimento, e tem no preço um dos principais atrativos para o consumidor.
A opção pela estratégia competitiva de diferenciação faz com que a empresa invista mais pesado em imagem, tecnologia, assistência técnica, distribuição, pesquisa e desenvolvimento, recursos humanos, pesquisa de mercado e qualidade, com a finalidade de criar diferenciais para o consumidor.
A estratégia competitiva de foco significa escolher um alvo restrito, em que a firma atende necessidades específicas de um determinado grupo, dessa forma, a empresa pode oferecer algo considerado único pelos seus clientes.
A adoção de qualquer estratégia competitiva tem seus riscos e suas armadilhas. Na estratégia de custos, as principais são: a excessiva importância que se dá à fabricação; a possibilidade de acabar com qualquer chance de diferenciação; a dificuldade de se estabelecer um critério de controle de custos; e que apareça um novo concorrente com nova tecnologia, novo processo e abocanhe parcela significativa de mercado ou o mercado passe a valorizar o produto por critérios diferentes. Na estratégia de diferenciação, as principais armadilhas são representadas pela diferenciação excessiva, pelo preço muito elevado, por um enfoque exagerado no produto e pela possibilidade de ignorar os critérios de sinalização. Na estratégia de foco o risco é de o segmento escolhido não propiciar massa crítica que permita à empresa operar.
Embora não seja impossível, a adoção simultânea das estratégias de menor custo e de diferenciação é difícil, pois obter um desempenho, qualidade ou serviço excelentes são mais onerosos, na maioria dos casos, do que pretender ser apenas comparável aos concorrentes, em tais atributos (PORTER, 1990). Uma empresa que fica no meio termo estará em uma situação estratégica extremamente pobre, sendo quase garantido que obterá uma baixa rentabilidade. Por um lado perderá os clientes de grandes volumes que exigem baixos preços, ou renunciará a seus lucros para competir com as empresas de baixo custo. Por outro lado, perderá negócios com altas margens para empresas que atingiram um padrão de diferenciação global. Além disso a empresa no meio-termo sofre de uma cultura organizacional indefinida e de um conjunto conflitante de arranjos organizacionais e sistemas de motivação. Dadas as inconsistências potenciais envolvidas na busca simultânea das estratégias genéricas de menor custo e diferenciação, essa abordagem é quase sempre fadada ao fracasso (PORTER, 1988).